# Vol Varig 797
Le vol Varig 797 fait référence à une catastrophe aérienne survenue le 3 janvier 1987 en faisant 50 victimes.
Un Boeing 707-379C, n° de série 726, de la compagnie Varig s'écrase dans une épaisse forêt, 45 minutes après son décollage de l'aéroport Félix-Houphouët-Boigny d'Abidjan en Côte d'Ivoire.
Chargé d'assurer le vol RG 797 Abidjan - Rio de Janeiro, l'appareil immatriculé PP-VJK transporte 39 passagers et 12 membres d'équipage. Peu après son départ, le pilote brésilien informe les contrôleurs de l'aéroport d'Abidjan, qu'il revient se poser, car un de ses moteurs est en feu. Mais rapidement, tout contact est perdu avec le pilote dont l'appareil va s'écraser dans la forêt d'Akakro, située non loin de Bingerville, une banlieue d'Abidjan. Les équipes de secours, rapidement sur place, parviennent à évacuer deux survivants, provoquant 50 décès au total.
L'un des deux survivants décède par la suite de ses blessures, tandis que le deuxième a survécu à la catastrophe avec des brûlures sur 20 % de son corps.